# Liga Nacional de Básquet 2007-08
La temporada 2007-08 de la Liga Nacional de Básquet de la Argentina fue la vigésimo cuarta edición de la máxima competencia argentina en dicho deporte. Se inició el 3 de octubre de 2007 con el programado partido inaugural de temporada entre el último campeón, Boca Juniors y el recién ascendido, El Nacional Monte Hermoso, encuentro disputado en el Polideportivo Municipal de Monte Hermoso.
En esta temporada se dio la baja de Deportivo Madryn, equipo que vendió su plaza a la liga, y la cual más tarde adquirió el equipo nicoleño de Belgrano, institución que había descendido en la pasada temporada. 
El 19 de mayo de 2008 finalizó la temporada con el cuarto partido de la serie final entre Libertad de Sunchales y Quimsa de Santiago del Estero en el Estadio Ciudad de Santiago del Estero, en donde se consagró campeón como visitante el equipo santafesino, luego de superar la serie final 4 a 0.
Por otro lado, Central Entrerriano y Belgrano de San Nicolás fueron los dos equipos que perdieron la categoría, al finalizar último y penúltimo respectivamente.

## Equipos participantes
Esta edición de la Liga Nacional contó con el ingreso a la máxima categoría de El Nacional Monte Hermoso, campeón del Torneo Nacional de Ascenso 2006-07 e Independiente de Neuquén, subcampeón de dicho certamen.
Ambos equipos debían de suplantar a Ciclista Juninense y a Belgrano de San Nicolás, sin embargo y ante la venta de una plaza por parte de Deportivo Madryn, el cuadro nicoleño no deja de participar en la máxima división.
| Pos. | Descendidos en la LNB 2006-07 |
| ---- | ----------------------------- |
| 15.º | Ciclista Juninense            |
| 16.º | Belgrano (San Nicolás)        |

| Pos. | Ascendidos del TNA 2006-07 |
| ---- | -------------------------- |
| 1.º  | El Nacional Monte Hermoso  |
| 2.º  | Independiente (Neuquén)    |

Cambio de plazas
| Vende plaza      |
| ---------------- |
| Deportivo Madryn |

| Compra plaza           |
| ---------------------- |
| Belgrano (San Nicolás) |

| Región                             | Cantidad |
| ---------------------------------- | -------- |
| Provincia de Buenos Aires          | 5        |
| Área Metropolitana de Buenos Aires | 2        |
| Entre Ríos                         | 2        |
| Santa Fe                           | 2        |
| Chubut                             | 1        |
| Córdoba                            | 1        |
| Corrientes                         | 1        |
| Neuquén                            | 1        |
| Santiago del Estero                | 1        |

| Club                      | Ciudad                     | Entrenador          | Estadio                             | Capacidad |
| ------------------------- | -------------------------- | ------------------- | ----------------------------------- | --------- |
| Atenas                    | Córdoba                    | Medardo Ligorria    | Polideportivo Carlos Cerutti        | 3424      |
| Belgrano                  | San Nicolas de los Arroyos | Pablo Dastugue      | Estadio Fortunato Bonelli           | 2000      |
| Boca Juniors              | Buenos Aires               | Gabriel Piccato     | Microestadio Luis Conde             | 2000      |
| Central Entrerriano       | Gualeguaychú               | Martín Guastavino   | Estadio José María Bértora          | 2100      |
| El Nacional Monte Hermoso | Monte Hermoso              | Juan García         | Polideportivo Municipal             | 2000      |
| Estudiantes               | Bahía Blanca               | Guillermo López     | Estadio Osvaldo Casanova            | 3950      |
| Gimnasia y Esgrima        | Comodoro Rivadavia         | Fernando Duró       | Estadio Socios Fundadores           | 2276      |
| Independiente             | Neuquén                    | Mauricio Santángelo | Estadio Ruca Che Estadio La Caldera | 8000 1000 |
| Libertad                  | Sunchales                  | Julio Lamas         | El Hogar de los Tigres              | 4000      |
| Obras Sanitarias          | Buenos Aires               | Bernardo Murphy     | Estadio Obras Sanitarias            | 3100      |
| Peñarol                   | Mar del Plata              | Sergio Hernández    | Polideportivo Islas Malvinas        | 8000      |
| Quilmes                   | Mar del Plata              | Oscar Sánchez       | Estadio Once Unidos                 | 3000      |
| Quimsa                    | Santiago del Estero        | Marcelo Richotti    | Estadio Ciudad                      | 4000      |
| Regatas Corrientes        | Corrientes                 | Silvio Santander    | Estadio José Jorge Contte           | 4000      |
| Sionista                  | Paraná                     | Sebastián Svetliza  | Polideportivo Moisés Flesler        | 2100      |
| Zanella - Ben Hur         | Rafaela                    | Facundo Müller      | El Coliseo del Sur                  | 4000      |

Cambios de entrenadores
| Club              | Entrenador saliente       | Entrenador entrante       |
| ----------------- | ------------------------- | ------------------------- |
| Atenas            | Medardo Ligorria          | Carlos Bualo              |
| Estudiantes (BB)  | Guillermo López           | Gabriel Schamberger (int) |
| Estudiantes (BB)  | Gabriel Schamberger (int) | Marcelo Richotti          |
| Quimsa            | Marcelo Richotti          | Fabio Demti               |
| Zanella - Ben Hur | Facundo Müller            | Luis Oroño                |

## Formato
Serie regular
Se juega una primera fase en donde se separan los equipos por conveniencia geográfica en dos zonas (norte y sur) y se enfrentan en partidos ida y vuelta los equipos dentro de cada zona. Por cada partido ganado los equipos sumarán 2 puntos, mientras que en caso de derrota, sumarán 1. Los primeros tres de cada grupo, el mejor cuarto y un equipo "invitado" clasifican al Torneo Súper 8 2007.
En la segunda fase se enfrentan todos contra todos arrastrando la mitad de los puntos de la primera fase. Al igual que en la primera fase, cada victoria otorgará 2 puntos y cada derrota 1. Los primeros cuatro de la tabla se clasifican directamente a los cuartos de final, mientras que los que se posicionaron del puesto quinto al décimo segundo juegan la reclasificación. Los últimos dos pierden la categoría, mientras que los dos restantes dejan de participar.
En el caso de empates en puntos en cualquier fase (primera o segunda), el reglamento estipula:
1. Si dos equipos empatan en puntos, se tendrán en cuenta los partidos entre los involucrados obteniendo la mejor clasificación el que posea la mayor diferencia de puntos (puntos a favor menos puntos en contra) en los partidos, de persistir, se determinará por el cociente entre los puntos a favor sobre los puntos en contra.
2. De persistir aún el empate, se realizará un cociente entre los puntos a favor sobre los puntos en contra considerando toda la fase en cuestión disputada.
3. Si aún persiste, se tendrá en cuenta también la primera fase (si el empate es en la segunda) y si no, sorteo.

Playoffs
Los Play Off por el campeonato se juegan al mejor de 5 partidos (gana el primero que llegue a 3 victorias) con el formato 2-2-1, en la reclasificación, los cuartos de final y la semifinal. La final se juega al mejor de 7 partidos (gana el primero que llegue a 4 partidos ganados) con el formato 2-2-1-1-1.
Clasificación a competencias internacionales
La Liga Nacional de Básquet tiene cinco cupos internacionales, tres para la Liga de las Américas y dos para la Liga Sudamericana de Clubes, los cuales se repartieron de la siguiente manera:
- Liga de las Américas 2008-09: campeón y subcampeón y ganador del Torneo Súper 8 2007.[n 1]
- Liga Sudamericana de Clubes 2008: campeón de la liga y mejores clasificados en la tabla general que no se hayan clasificado a la Liga de las Américas.

## Primera fase

### Zona Norte
| Equipo                 | PJ | PG | PP | Pts |
| ---------------------- | -- | -- | -- | --- |
| Libertad               | 14 | 12 | 2  | 26  |
| Regatas Corrientes     | 14 | 9  | 5  | 23  |
| Sionista               | 14 | 8  | 6  | 22  |
| Central Entrerriano    | 14 | 8  | 6  | 22  |
| Quimsa                 | 14 | 7  | 7  | 21  |
| Atenas                 | 14 | 6  | 8  | 20  |
| Zanella - Ben Hur      | 14 | 3  | 11 | 17  |
| Belgrano (San Nicolás) | 14 | 3  | 11 | 17  |

|  |                                                 |
|  | Clasificados al Super 8 por tener mejor récord. |

| Zanella Ben Hur | 96 - 61 | Belgrano            | El Coliseo del Sur     | 5 de octubre |
| Quimsa          | 75 - 67 | Sionista            | Estadio Ciudad         | 5 de octubre |
| Libertad        | 90 - 50 | Central Entrerriano | El Hogar de los Tigres | 5 de octubre |
| Atenas          | 88 - 83 | Regatas             | Carlos Cerutti         | 5 de octubre |

| Zanella Ben Hur | 69 - 76 | Central Entrerriano | El Coliseo del Sur     | 7 de octubre |
| Quimsa          | 82 - 89 | Regatas             | Estadio Ciudad         | 7 de octubre |
| Libertad        | 91 - 69 | Belgrano            | El Hogar de los Tigres | 7 de octubre |
| Atenas          | 75 - 77 | Sionista            | Carlos Cerutti         | 7 de octubre |

| Sionista            | 85 - 79 | Zanella Ben Hur | Moisés Flesler     | 12 de octubre |
| Belgrano            | 69 - 84 | Quimsa          | Fortunato Bonelli  | 12 de octubre |
| Regatas             | 80 - 76 | Libertad        | José Jorge Contte  | 12 de octubre |
| Central Entrerriano | 98 - 90 | Atenas          | José María Bertora | 12 de octubre |

| Regatas             | 80 - 68 | Zanella Ben Hur | José Jorge Contte  | 10 de octubre |
| Sionista            | 56 - 69 | Libertad        | Moisés Flesler     | 14 de octubre |
| Belgrano            | 90 - 88 | Atenas          | Fortunato Bonelli  | 14 de octubre |
| Central Entrerriano | 99 - 93 | Quimsa          | José María Bértora | 14 de octubre |

| Zanella Ben Hur     | 78 - 85 | Quimsa   | El Coliseo del Sur     | 19 de octubre |
| Belgrano            | 70 - 83 | Sionista | Fortunato Bonelli      | 19 de octubre |
| Libertad            | 74 - 59 | Atenas   | El Hogar de los Tigres | 19 de octubre |
| Central Entrerriano | 85 - 81 | Regatas  | José María Bértora     | 19 de octubre |

| Libertad            | 84 - 82 | Quimsa   | El Hogar de los Tigres | 17 de octubre |
| Zanella Ben Hur     | 80 - 71 | Atenas   | El Coliseo del Sur     | 21 de octubre |
| Belgrano            | 76 - 86 | Regatas  | Fortunato Bonelli      | 21 de octubre |
| Central Entrerriano | 80 - 72 | Sionista | José María Bértora     | 21 de octubre |

| Quimsa   | 100 - 82 | Zanella Ben Hur     | Estadio Ciudad    | 24 de octubre |
| Sionista | 97 - 70  | Belgrano            | Moisés Flesler    | 24 de octubre |
| Atenas   | 71 - 81  | Libertad            | Carlos Cerutti    | 24 de octubre |
| Regatas  | 79 - 56  | Central Entrerriano | José Jorge Contte | 24 de octubre |

| Quimsa   | 72 - 79 | Libertad           | Estadio Ciudad    | 26 de octubre |
| Sionista | 65 - 51 | Central Enterriano | Moisés Flesler    | 26 de octubre |
| Atenas   | 88 - 81 | Zanella Ben Hur    | Carlos Cerutti    | 26 de octubre |
| Regatas  | 68 - 63 | Belgrano           | José Jorge Contte | 30 de octubre |

| Zanella Ben Hur | 65 - 75  | Sionista            | El Coliseo del Sur     | 2 de noviembre |
| Quimsa          | 111 - 92 | Belgrano            | Estadio Ciudad         | 2 de noviembre |
| Libertad        | 93 - 73  | Regatas             | El Hogar de los Tigres | 2 de noviembre |
| Atenas          | 102 - 65 | Central Entrerriano | Carlos Cerutti         | 2 de noviembre |

| Zanella Ben Hur | 91 - 78 | Regatas             | El Coliseo del Sur     | 4 de noviembre |
| Quimsa          | 90 - 84 | Central Entrerriano | Estadio Ciudad         | 4 de noviembre |
| Libertad        | 96 - 83 | Sionista            | El Hogar de los Tigres | 4 de noviembre |
| Atenas          | 94 - 70 | Belgrano            | Carlos Cerutti         | 4 de noviembre |

| Belgrano            | 76 - 73 | Zanella Ben Hur | Fortunato Bonelli  | 9 de noviembre |
| Sionista            | 82 - 94 | Quimsa          | Moisés Flesler     | 9 de noviembre |
| Central Entrerriano | 65 - 60 | Libertad        | José María Bértora | 9 de noviembre |
| Regatas             | 79 - 60 | Atenas          | José Jorge Contte  | 9 de noviembre |

| Belgrano            | 62 - 72 | Libertad        | Fortunato Bonelli  | 11 de noviembre |
| Sionista            | 78 - 76 | Atenas          | Moisés Flesler     | 11 de noviembre |
| Central Entrerriano | 86 - 84 | Zanella Ben Hur | José María Bértora | 11 de noviembre |
| Regatas             | 82 - 79 | Quimsa          | José Jorge Contte  | 11 de noviembre |

| Quimsa          | 83 - 89 | Atenas              | Estadio Ciudad     | 16 de noviembre |
| Sionista        | 92 - 83 | Regatas             | Moisés Flesler     | 16 de noviembre |
| Belgrano        | 87 - 82 | Central Entrerriano | Fortunato Bonelli  | 16 de noviembre |
| Zanella Ben Hur | 62 - 63 | Libertad            | El Coliseo del Sur | 16 de noviembre |

| Atenas              | 96 - 78 | Quimsa          | Carlos Cerutti         | 18 de noviembre |
| Central Entrerriano | 67 - 61 | Belgrano        | José María Bértora     | 18 de noviembre |
| Regatas             | 70 - 62 | Sionista        | José Jorge Contte      | 18 de noviembre |
| Libertad            | 90 - 68 | Zanella Ben Hur | El Hogar de los Tigres | 18 de noviembre |

### Zona Sur
| Equipo                     | PJ | PG | PP | Pts |
| -------------------------- | -- | -- | -- | --- |
| Boca Juniors               | 14 | 10 | 4  | 24  |
| Quilmes                    | 14 | 10 | 4  | 24  |
| Obras Sanitarias           | 14 | 8  | 6  | 22  |
| El Nacional Monte Hermoso  | 14 | 7  | 7  | 21  |
| Independiente (Neuquén)    | 14 | 7  | 7  | 21  |
| Peñarol 1                  | 14 | 7  | 7  | 19  |
| Estudiantes (Bahía Blanca) | 14 | 5  | 9  | 19  |
| Gimnasia y Esgrima (CR)    | 14 | 2  | 12 | 16  |

|  |                                                           |
|  | Clasificados al Super 8 por tener mejor récord.           |
|  | Clasificado al Super 8 por invitación de la organización. |

1: Por resolución del HTD se le descontaron dos puntos.
| El Nacional MH      | 76 - 87 | Boca Juniors      | Polideportivo Municipal | 3 de octubre |
| Obras Sanitarias    | 89 - 86 | Estudiantes BB    | Obras Sanitarias        | 7 de octubre |
| Gimnasia (Comodoro) | 72 - 75 | Quilmes           | Socios Fundadores       | 7 de octubre |
| Peñarol             | 85 - 68 | Independiente (N) | Islas Malvinas          | 7 de octubre |

| El Nacional MH      | 88 - 95 | Quilmes           | Polideportivo Municipal | 5 de octubre |
| Obras Sanitarias    | 86 - 70 | Independiente (N) | Obras Sanitarias        | 5 de octubre |
| Gimnasia (Comodoro) | 79 - 82 | Boca Juniors      | Socios Fundadores       | 5 de octubre |
| Peñarol             | 93 - 77 | Estudiantes BB    | Islas Malvinas          | 5 de octubre |

| Independiente  | 81 - 90  | El Nacional MH      | Ruca Che         | 12 de octubre |
| Quilmes        | 84 - 77  | Obras Sanitarias    | Once Unidos      | 12 de octubre |
| Estudiantes BB | 98 - 85  | Gimnasia (Comodoro) | Osvaldo Casanova | 12 de octubre |
| Boca Juniors   | 108 - 99 | Peñarol             | Luis Conde       | 12 de octubre |

| Independiente (N) | 93 - 79 | Gimnasia (Comodoro) | Ruca Che         | 14 de octubre |
| Quilmes           | 67 - 97 | Peñarol             | Once Unidos      | 14 de octubre |
| Estudiantes       | 78 - 86 | El Nacional MH      | Osvaldo Casanova | 14 de octubre |
| Boca Juniors      | 89 - 75 | Obras Sanitarias    | Luis Conde       | 14 de octubre |

| El Nacional MH      | 70 - 79 | Obras Sanitarias  | Polideportivo Municipal | 19 de octubre |
| Quilmes             | 83 - 79 | Independiente (N) | Once Unidos             | 19 de octubre |
| Gimnasia (Comodoro) | 90 - 83 | Peñarol           | Socios Fundadores       | 19 de octubre |
| Boca Juniors        | 92 - 85 | Estudiantes BB    | Luis Conde              | 19 de octubre |

| El Nacional MH      | 69 - 64 | Peñarol           | Polideportivo Municipal | 21 de octubre |
| Quilmes             | 92 - 84 | Estudiantes BB    | Once Unidos             | 21 de octubre |
| Gimnasia (Comodoro) | 69 - 76 | Obras Sanitarias  | Socios Fundadores       | 21 de octubre |
| Boca Juniors        | 87 - 71 | Independiente (N) | Luis Conde              | 21 de octubre |

| Obras Sanitarias  | 71 - 73 | El Nacional MH      | Obras Sanitarias | 24 de octubre |
| Independiente (N) | 73 - 62 | Quilmes             | Ruca Che         | 24 de octubre |
| Peñarol           | 84 - 62 | Gimnasia (Comodoro) | Islas Malvinas   | 24 de octubre |
| Estudiantes BB    | 78 - 73 | Boca Juniors        | Osvaldo Casanova | 24 de octubre |

| Obras Sanitarias  | 82 - 69 | Gimnasia (Comodoro) | Obras Sanitarias | 26 de octubre |
| Independiente (N) | 83 - 76 | Boca Juniors        | Ruca Che         | 26 de octubre |
| Peñarol           | 96 - 59 | El Nacional MH      | Islas Malvinas   | 26 de octubre |
| Estudiantes BB    | 85 - 80 | Quilmes             | Osvaldo Casanova | 26 de octubre |

| El Nacional MH      | 105 - 87 | Estudiantes BB    | Polideportivo Municipal | 31 de octubre   |
| Gimnasia (Comodoro) | 72 - 77  | Independiente (N) | Socios Fundadores       | 4 de noviembre  |
| Obras Sanitarias    | 74 - 95  | Boca Juniors      | Obras Sanitarias        | 14 de noviembre |
| Peñarol             | 70 - 72  | Quilmes           | Islas Malvinas          | 14 de noviembre |

| Gimnasia (Comodoro) | 81 - 89 | Estudiantes BB    | Socios Fundadores | 2 de noviembre |
| El Nacional MH      | 79 - 83 | Independiente (N) | Osvaldo Casanova  | 2 de noviembre |
| Obras Sanitarias    | 83 - 91 | Quilmes           | Obras Sanitarias  | 2 de noviembre |
| Peñarol             | 65 - 76 | Boca Juniors      | Islas Malvinas    | 7 de noviembre |

| Quilmes        | 98 - 93   | El Nacional MH      | Once Unidos      | 9 de noviembre |
| Independiente  | 98 - 102  | Obras Sanitarias    | Ruca Che         | 9 de noviembre |
| Boca Juniors   | 102 - 109 | Gimnasia (Comodoro) | Luis Conde       | 9 de noviembre |
| Estudiantes BB | 84 - 86   | Peñarol             | Osvaldo Casanova | 9 de noviembre |

| Quilmes           | 84 - 65 | Gimnasia (Comodoro) | Once Unidos      | 11 de noviembre |
| Independiente (N) | 94 - 87 | Peñarol             | Ruca Che         | 11 de noviembre |
| Boca Juniors      | 79 - 67 | El Nacional MH      | Osvaldo Casanova | 11 de noviembre |
| Estudiantes BB    | 87 - 98 | Obras Sanitarias    | Osvaldo Casanova | 11 de noviembre |

| El Nacional MH    | 86 - 68 | Gimnasia (Comodoro) | Polideportivo Municipal | 15 de noviembre |
| Obras Sanitarias  | 83 - 71 | Peñarol             | Obras Sanitarias        | 16 de noviembre |
| Independiente (N) | 81 - 83 | Estudiantes BB      | Ruca Che                | 16 de noviembre |
| Quilmes           | 97 - 88 | Boca Juniors        | Once Unidos             | 16 de noviembre |

| Peñarol             | 100 - 84 | Obras Sanitarias  | Islas Malvinas    | 18 de noviembre |
| Boca Juniors        | 85 - 76  | Quilmes           | Luis Conde        | 18 de noviembre |
| Estudiantes BB      | 94 - 103 | Independiente (N) | Osvaldo Casanova  | 18 de noviembre |
| Gimnasia (Comodoro) | 68 - 97  | El Nacional MH    | Socios Fundadores | 18 de noviembre |

## Súper 8 2007
El Torneo Súper 8 de esta temporada se disputó en el Polideportivo Islas Malvinas, en Mar del Plata. Del mismo participaron los tres mejores de cada grupo, Central Entrerriano como el mejor cuarto, y Peñarol como invitado.
El campeón fue Libertad de Sunchales, que superó en la final a Regatas de Corrientes y logró así su segundo título en dicha competencia.

## Segunda fase
| Equipo | Equipo                         | A    | PJ | PG | PP | Pts  |
| ------ | ------------------------------ | ---- | -- | -- | -- | ---- |
| 1.º    | Libertad                       | 13.0 | 30 | 20 | 10 | 63.0 |
| 2.º    | Boca Juniors                   | 12.0 | 30 | 18 | 12 | 60.0 |
| 3.º    | Regatas Corrientes             | 11.5 | 30 | 18 | 12 | 59.5 |
| 4.º    | Peñarol                        | 9.5  | 30 | 19 | 11 | 58.5 |
| 5.º    | El Nacional Monte Hermoso      | 10.5 | 30 | 17 | 13 | 57.5 |
| 6.º    | Atenas                         | 10.0 | 30 | 17 | 13 | 57.0 |
| 7.º    | Quimsa                         | 10.5 | 30 | 16 | 14 | 56.5 |
| 8.º    | Obras Sanitarias               | 11.0 | 30 | 15 | 15 | 56.0 |
| 9.º    | Sionista                       | 11.0 | 30 | 14 | 16 | 55.0 |
| 10.º   | Gimnasia y Esgrima (CR)        | 8.0  | 30 | 16 | 14 | 54.0 |
| 11.º   | Quilmes                        | 12.0 | 30 | 11 | 19 | 53.0 |
| 12.º   | Zanella Ben Hur 1              | 8.5  | 30 | 14 | 16 | 52.5 |
| 13.º   | Estudiantes (Bahía Blanca) 1 2 | 9.5  | 30 | 12 | 18 | 51.5 |
| 14.º   | Independiente (Neuquén) 2      | 10.5 | 30 | 11 | 19 | 51.5 |
| 15.º   | Belgrano (San Nicolás) 2       | 8.5  | 30 | 13 | 17 | 51.5 |
| 16.º   | Central Entrerriano            | 11.0 | 30 | 9  | 21 | 50.0 |

|  |                                               |
|  | Clasificados directamente a cuartos de final. |
|  | Clasificados a la serie reclasificatoria.     |
|  | Descendidos al TNA 2008/09.                   |

1: Por resolución del HTD, se le otorgaron 2 puntos a Ben Hur y 1 punto a Estudiantes en el partido correspondiente a la decimosexta fecha.

2: Ante igualdad de puntos y para determinar el descenso se tuvieron en cuenta los resultados entre los equipos en cuestión. Si bien todos los equipos ganaron y perdieron un partido contra los rivales, Estudiantes (BB) sumó mayor cantidad de puntos en ambos partidos ante Independiente (N) y ante Belgrano (SN), por eso figura primero, luego, Independiente (N) sumó más puntos en sus enfrentamientos ante Belgrano (SN) y por eso lo superó en la tabla. Belgrano (SN) no logró sumar más puntos ni ante Estudiantes (BB) ni ante Independiente (N), es por ello que descendió.
| Quimsa              | 87 - 82   | Libertad            | Estadio Ciudad     | 21 de noviembre |
| Boca Juniors        | 95 - 90   | Sionista            | Luis Conde         | 23 de noviembre |
| Central Entrerriano | 95 - 73   | Gimnasia (Comodoro) | José María Bertora | 23 de noviembre |
| Estudiantes (BB)    | 103 - 106 | Peñarol             | Oslvado Casanova   | 23 de noviembre |
| Quilmes             | 85 - 87   | Regatas (C)         | Once Unidos        | 23 de noviembre |
| Belgrano            | 81 - 75   | El Nacional MH      | Fortunato Bonelli  | 23 de noviembre |
| Atenas              | 84 - 79   | Zanella Ben Hhur    | Carlos Cerutti     | 23 de noviembre |
| Independiente       | 78 - 93   | Obras Sanitarias    | Ruca Che           | 23 de noviembre |

| Boca Juniors        | 80 - 70  | Regatas (C)         | Luis Conde         | 25 de noviembre |
| Central Entrerriano | 78 - 87  | El Nacional MH      | José María Bertora | 25 de noviembre |
| Quimsa              | 102 - 77 | Zanella Ben Hur     | Estadio Ciudad     | 25 de noviembre |
| Estudiantes (BB)    | 88 - 86  | Obras Sanitarias    | Osvaldo Casanova   | 25 de noviembre |
| Quilmes             | 80 - 70  | Sionista            | Once Unidos        | 25 de noviembre |
| Belgrano            | 79 - 72  | Gimnasia (Comodoro) | Fortunato Bonelli  | 25 de noviembre |
| Atenas              | 79 - 77  | Libertad            | Carlos Cerutti     | 25 de noviembre |
| Independiente (N)   | 92 - 86  | Peñarol             | Ruca Che           | 25 de noviembre |

| Sionista            | 84 - 74 | Estudiantes (BB)    | Moisés Flesler          | 30 de noviembre |
| Peñarol             | 89 - 83 | Quimsa              | Islas Malvinas          | 30 de noviembre |
| Libertad            | 83 - 59 | Central Entrerriano | El Hogar de los Tigres  | 30 de noviembre |
| Gimnasia (Comodoro) | 82 - 91 | Boca Juniors        | Socios Fundadores       | 30 de noviembre |
| Regatas (C)         | 97 - 80 | Independiente (N)   | José Jorge Contte       | 30 de noviembre |
| Obras Sanitarias    | 91 - 99 | Atenas              | Obras Sanitarias        | 30 de noviembre |
| Zanella Ben Hur     | 74 - 64 | Belgrano            | El Coliseo del Sur      | 30 de noviembre |
| El Nacional MH      | 74 - 67 | Quilmes             | Polideportivo Municipal | 30 de noviembre |

| Sionista            | 79 - 71  | Independiente (N)   | Moisés Flesler          | 28 de noviembre |
| Peñarol             | 80 - 62  | Atenas              | Islas Malvinas          | 2 de diciembre  |
| Libertad            | 94 - 56  | Belgrano            | El Hogar de los Tigres  | 2 de diciembre  |
| Gimnasia (Comodoro) | 91 - 100 | Quilmes             | Socios Fundadores       | 2 de diciembre  |
| Regatas (C)         | 83 - 73  | Estudiantes (BB)    | José Jorge Contte       | 2 de diciembre  |
| Obras Sanitarias    | 90 - 81  | Quimsa              | Obras Sanitarias        | 2 de diciembre  |
| Zanella Ben Hur     | 80 - 85  | Central Entrerriano | El Coliseo del Sur      | 2 de diciembre  |
| El Nacional MH      | 86 - 83  | Boca Juniors        | Polideportivo Municipal | 2 de diciembre  |

| Gimnasia (Comodoro) | 67 - 65 | Sionista          | Nuevo Palacio Aurinegro | 7 de diciembre |
| Boca Juniors        | 51 - 70 | Libertad          | Luis Conde              | 7 de diciembre |
| Central Entrerriano | 86 - 79 | Peñarol           | José María Bertora      | 7 de diciembre |
| Quimsa              | 93 - 79 | Estudiantes (BB)  | Estadio Ciudad          | 7 de diciembre |
| El Nacional MH      | 91 - 84 | Regatas (C)       | Polideportivo Municipal | 7 de diciembre |
| Quilmes             | 92 - 86 | Zanella Ben Hur   | Once Unidos             | 7 de diciembre |
| Belgrano            | 76 - 81 | Obras Sanitarias  | Fortunato Bonelli       | 7 de diciembre |
| Atenas              | 81 - 61 | Independiente (N) | Carlos Cerutti          | 7 de diciembre |

| Quilmes             | 74 - 84   | Libertad          | Once Unidos             | 5 de diciembre |
| Gimnasia (Comodoro) | 68 - 64   | Regatas (C)       | Nuevo Palacio Aurinegro | 9 de diciembre |
| Boca Juniors        | 81 - 77   | Zanella Ben Hur   | Luis Conde              | 9 de diciembre |
| Central Entrerriano | 105 - 102 | Obras Sanitarias  | José María Bertora      | 9 de diciembre |
| Quimsa              | 98 - 75   | Independiente (N) | Estadio Ciudad          | 9 de diciembre |
| El Nacional MH      | 77 - 71   | Sionista          | Polideportivo Municipal | 9 de diciembre |
| Belgrano            | 74 - 87   | Peñarol           | Fortunato Bonelli       | 9 de diciembre |
| Atenas              | 85 - 76   | Estudiantes (BB)  | Carlos Cerutti          | 9 de diciembre |

| Peñarol           | 85 - 67 | Boca Juniors        | Islas Malvinas         | 4 de diciembre  |
| Obras Sanitarias  | 85 - 77 | Quilmes             | Obras Sanitarias       | 18 de diciembre |
| Sionista          | 92 - 81 | Quimsa              | Moisés Flesler         | 19 de diciembre |
| Estudiantes (BB)  | 85 - 79 | Central Entrerriano | Osvaldo Casanova       | 19 de diciembre |
| Libertad          | 85 - 63 | Gimnasia (Comodoro) | El Hogar de los Tigres | 19 de diciembre |
| Regatas (C)       | 78 - 73 | Atenas              | José Jorge Contte      | 19 de diciembre |
| Independiente (N) | 96 - 75 | Belgrano            | Ruca Che               | 19 de diciembre |
| Zanella Ben Hur   | 76 - 73 | El Nacional MH      | El Coliseo del Sur     | 19 de diciembre |

| Sionista         | 81 - 73  | Atenas              | Moisés Flesler         | 21 de diciembre |
| Estudiantes (BB) | 104 - 79 | Belgrano            | Osvaldo Casanova       | 21 de diciembre |
| Peñarol          | 73 - 62  | Quilmes             | Islas Malvinas         | 21 de diciembre |
| Libertad         | 86 - 74  | El Nacional MH      | El Hogar de los Tigres | 21 de diciembre |
| Regatas (C)      | 80 - 76  | Quimsa              | José Jorge Contte      | 21 de diciembre |
| Independiente    | 77 - 78  | Central Entrerriano | Ruca Che               | 21 de diciembre |
| Zanella Ben Hur  | 59 - 64  | Gimnasia (Comodoro) | El Coliseo del Sur     | 21 de diciembre |
| Obras            | 91 - 83  | Boca Juniors        | Obras Sanitarias       | 9 de enero      |

| Libertad            | 78 - 58  | Sionista          | El Hogar de los Tigres  | 4 de enero |
| Gimnasia (Comodoro) | 86 - 80  | Peñarol           | Socios Fundadores       | 4 de enero |
| Boca Juniors        | 87 - 81  | Estudiantes (BB)  | Luis Conde              | 4 de enero |
| Zanella Ben Hur     | 74 - 69  | Regatas (C)       | El Coliseo del Sur      | 4 de enero |
| El Nacional MH      | 101 - 87 | Obras Sanitarias  | Polideportivo Municipal | 4 de enero |
| Quilmes             | 79 - 76  | Independiente (N) | Once Unidos             | 4 de enero |
| Belgrano            | 87 - 83  | Atenas            | Fortunato Bonelli       | 4 de enero |
| Central Entrerriano | 87 - 103 | Quimsa            | José María Bertora      | 8 de enero |

| Libertad            | 82 - 80  | Regatas (C)       | El Hogar de los Tigres  | 6 de enero |
| Gimnasia (Comodoro) | 65 - 70  | Obras Sanitarias  | Socios Fundadores       | 6 de enero |
| Boca Juniors        | 76 - 68  | Independiente (N) | Luis Conde              | 6 de enero |
| Central Entrerriano | 69 - 67  | Atenas            | José María Bertora      | 6 de enero |
| Zanella Ben Hur     | 62 - 61  | Sionista          | El Coliseo del Sur      | 6 de enero |
| El Nacional MH      | 67 - 73  | Peñarol           | Polideportivo Municipal | 6 de enero |
| Quilmes             | 87 - 86  | Estudiantes (BB)  | Once Unidos             | 6 de enero |
| Belgrano            | 100 - 91 | Quimsa            | Fortunato Bonelli       | 6 de enero |

| Sionista          | 96 - 87   | Central Entrerriano | Moisés Flesler    | 11 de enero |
| Estudiantes (BB)  | 86 - 95   | Gimnasia (Comodoro) | Osvaldo Casanova  | 11 de enero |
| Regatas (C)       | 87 - 82   | Belgrano            | José Jorge Contte | 11 de enero |
| Atenas            | 92 - 75   | Quilmes             | Carlos Cerutti    | 11 de enero |
| Independiente (N) | 80 - 75   | El Nacional MH      | Ruca Che          | 11 de enero |
| Obras Sanitarias  | 93 - 79   | Zanella Ben Hur     | Obras Sanitarias  | 11 de enero |
| Quimsa            | 103 - 101 | Boca Juniors        | Estadio Ciudad    | 15 de enero |
| Peñarol           | 77 - 73   | Libertad            | Islas Malvinas    | 4 de marzo  |

| Sionista          | 87 - 76 | Belgrano            | Moisés Flesler    | 13 de enero |
| Quimsa            | 94 - 65 | Quilmes             | Estadio Ciudad    | 13 de enero |
| Estudiantes (BB)  | 72 - 98 | El Nacional MH      | Osvaldo Casanova  | 13 de enero |
| Peñarol           | 81 - 65 | Zanella Ben Hur     | Islas Malvinas    | 13 de enero |
| Regatas (C)       | 81 - 74 | Central Entrerriano | José Jorge Contte | 13 de enero |
| Atenas            | 78 - 60 | Boca Juniors        | Carlos Cerutti    | 13 de enero |
| Independiente (N) | 57 - 67 | Gimnasia (Comodoro) | Ruca Che          | 13 de enero |
| Obras Sanitarias  | 78 - 71 | Libertad            | Obras Sanitarias  | 13 de enero |

| Libertad            | 104 - 82 | Estudiantes (BB)    | El Hogar de lo Tigres   | 18 de enero   |
| Gimnasia (Comodoro) | 75 - 78  | Quimsa              | Socios Fundadores       | 18 de enero   |
| Regatas (C)         | 78 - 72  | Obras Sanitarias    | José Jorge Contte       | 18 de enero   |
| Zanella Ben Hur     | 72 - 76  | Independiente (N)   | El Coliseo del Sur      | 18 de enero   |
| Quilmes             | 79 - 85  | Belgrano            | Once Unidos             | 18 de enero   |
| El Nacional MH      | 99 - 88  | Atenas              | Polideportivo Municipal | 22 de enero   |
| Boca Juniors        | 83 - 64  | Central Entrerriano | Luis Conde              | 23 de enero   |
| Sionista            | 76 - 74  | Peñarol             | Moisés Flesler          | 20 de febrero |

| Zanella Ben Hur     | 85 - 74 | Estudiantes (BB)    | El Coliseo del Sur      | 16 de enero   |
| Sionista            | 89 - 93 | Obras Sanitarias    | Moisés Flesler          | 20 de enero   |
| Libertad            | 90 - 69 | Independiente (N)   | El Hogar de los Tigres  | 20 de enero   |
| Gimnasia (Comodoro) | 76 - 66 | Atenas              | Socios Fundadores       | 20 de enero   |
| Boca Juniors        | 72 - 86 | Belgrano SN         | Luis Conde              | 20 de enero   |
| El Nacional MH      | 87 - 78 | Quimsa              | Polideportivo Municipal | 20 de enero   |
| Quilmes             | 88 - 69 | Central Entrerriano | Once Unidos             | 20 de enero   |
| Regatas (C)         | 85 - 77 | Peñarol             | José Jorge Contte       | 13 de febrero |

| Peñarol             | 84 - 70  | Sionista            | Islas Malvinas     | 1 de febrero |
| Estudiantes (BB)    | 78 - 85  | Libertad            | Osvaldo Casanova   | 1 de febrero |
| Quimsa              | 125 - 83 | Gimnasia (Comodoro) | Estadio Ciudad     | 1 de febrero |
| Central Entrerriano | 89 - 95  | Boca Juniors        | José María Bertora | 1 de febrero |
| Independiente (N)   | 72 - 77  | Zanella Ben Hur     | Ruca Che           | 1 de febrero |
| Atenas              | 95 - 67  | El Nacional MH      | Carlos Cerutti     | 1 de febrero |
| Belgrano            | 97 - 77  | Quilmes             | Fortunato Bonelli  | 1 de febrero |
| Obras Sanitarias    | 70 - 69  | Regatas (C)         | Obras Sanitarias   | 5 de febrero |

| Obras Sanitarias    | 87 - 83  | Sionista            | Obras Sanitarias   | 3 de febrero |
| Independiente (N)   | 80 - 82  | Libertad            | Ruca Che           | 3 de febrero |
| Atenas              | 89 - 84  | Gimnasia (Comodoro) | Carlos Cerutti     | 3 de febrero |
| Belgrano            | 97 - 100 | Boca Juniors        | Fortunato Bonelli  | 3 de febrero |
| Peñarol             | 102 - 96 | Regatas (C)         | Islas Malvinas     | 3 de febrero |
| Estudiantes (BB)    | 0 - 20   | Zanella Ben Hur     | Osvaldo Casanova   | 3 de febrero |
| Quimsa              | 85 - 99  | El Nacional MH      | Estadio Ciudad     | 3 de febrero |
| Central Entrerriano | 62 - 70  | Quilmes             | José María Bertora | 3 de febrero |

| Sionista            | 69 - 89 | Boca Juniors        | Moisés Flesler          | 8 de febrero  |
| Gimnasia (Comodoro) | 92 - 65 | Central Entrerriano | Socios Fundadores       | 8 de febrero  |
| Libertad            | 89 - 65 | Quimsa              | El Hogar de los Tigres  | 8 de febrero  |
| Regatas (C)         | 89 - 65 | Quilmes             | José Jorge Contte       | 8 de febrero  |
| El Nacional MH      | 84 - 72 | Belgrano            | Polideportivo Municipal | 8 de febrero  |
| Obras Sanitarias    | 85 - 76 | Independiente       | Obras Sanitarias        | 8 de febrero  |
| Zanella Ben Hur     | 82 - 83 | Atenas              | El Coliseo del Sur      | 12 de febrero |
| Peñarol             | 91 - 79 | Estudiantes (BB)    | Islas Malvinas          | 19 de marzo   |

| Regatas (C)         | 94 - 71 | Boca Juniors        | José Jorge Contte       | 10 de febrero |
| El Nacional MH      | 95 - 81 | Central Entrerriano | Polideportivo Municipal | 10 de febrero |
| Zanella Ben Hur     | 80 - 83 | Quimsa              | El Coliseo del Sur      | 10 de febrero |
| Obras Sanitarias    | 81 - 97 | Estudiantes (BB)    | Obras Sanitarias        | 10 de febrero |
| Sionista            | 71 - 62 | Quilmes             | Moisés Flesler          | 10 de febrero |
| Gimnasia (Comodoro) | 69 - 55 | Belgrano            | Socios Fundadores       | 10 de febrero |
| Libertad            | 96 - 76 | Atenas              | El Hogar de los Tigres  | 10 de febrero |
| Peñarol             | 86 - 94 | Independiente (N)   | Islas Malvinas          | 12 de marzo   |

| Estudiantes (BB)    | 83 - 77  | Sionista            | Osvaldo Casanova   | 15 de febrero |
| Quimsa              | 79 - 109 | Peñarol             | Estadio Ciudad     | 15 de febrero |
| Central Entrerriano | 101 - 99 | Libertad            | José María Bertora | 15 de febrero |
| Boca Juniors        | 80 - 76  | Gimnasia (Comodoro) | Luis Conde         | 15 de febrero |
| Independiente       | 80 - 59  | Regatas (C)         | Ruca Che           | 15 de febrero |
| Atenas              | 80 - 73  | Obras Sanitarias    | Carlos Cerutti     | 15 de febrero |
| Belgrano            | 82 - 75  | Zanella Ben Hur     | Fortunato Bonelli  | 15 de febrero |
| Quilmes             | 85 - 84  | El Nacional MH      | Once Unidos        | 15 de febrero |

| Independiente (N)   | 92 - 83 | Sionista            | Ruca Che           | 17 de febrero |
| Atenas              | 87 - 81 | Peñarol             | Carlos Cerutti     | 17 de febrero |
| Belgrano            | 86 - 73 | Libertad            | Fortunato Bonelli  | 17 de febrero |
| Quilmes             | 62 - 66 | Gimnasia (Comodoro) | Once Unidos        | 17 de febrero |
| Estudiantes (BB)    | 82 - 73 | Regatas (C)         | Osvaldo Casanova   | 17 de febrero |
| Quimsa              | 99 - 75 | Obras Sanitarias    | Estadio Ciudad     | 17 de febrero |
| Central Entrerriano | 84 - 91 | Zanella Ben Hur     | José María Bertora | 17 de febrero |
| Boca Juniors        | 78 - 81 | El Nacional MH      | Luis Conde         | 17 de febrero |

| Libertad          | 93 - 70 | Boca Juniors        | El Hogar de los Tigres | 12 de febrero |
| Sionista          | 82 - 77 | Gimnasia (Comodoro) | Moisés Flesler         | 22 de febrero |
| Regatas (C)       | 82 - 53 | El Nacional MH      | José Jorge Contte      | 22 de febrero |
| Zanella Ben Hur   | 83 - 68 | Quilmes             | El Coliseo del Sur     | 22 de febrero |
| Peñarol           | 91 - 77 | Central Entrerriano | Islas Malvinas         | 22 de febrero |
| Obras Sanitarias  | 82 - 78 | Belgrano            | Obras Sanitarias       | 22 de febrero |
| Estudiantes (BB)  | 85 - 83 | Quimsa              | Osvaldo Casanova       | 22 de febrero |
| Independiente (N) | 80 - 91 | Atenas              | Ruca Che               | 22 de febrero |

| Zanella Ben Hur   | 99 - 91 | Boca Juniors        | El Coliseo del Sur     | 19 de febrero |
| Regatas (C)       | 71 - 62 | Gimnasia (Comodoro) | José Jorge Contte      | 20 de febrero |
| Libertad          | 91 - 69 | Quilmes             | El Hogar de los Tigres | 20 de febrero |
| Estudiantes (BB)  | 86 - 72 | Atenas              | Osvaldo Casanova       | 20 de febrero |
| Sionista          | 61 - 71 | El Nacional MH      | Moisés Flesler         | 22 de febrero |
| Obras Sanitarias  | 70 - 69 | Central Entrerriano | Obras Sanitarias       | 22 de febrero |
| Peñarol           | 87 - 73 | Belgrano            | Islas Malvinas         | 22 de febrero |
| Independiente (N) | 99 - 86 | Quimsa              | Ruca Che               | 22 de febrero |

| Quimsa              | 82 - 71 | Sionista          | Estadio Ciudad          | 29 de febrero |
| Central Entrerriano | 71 - 75 | Estudiantes (BB)  | José María Bertora      | 29 de febrero |
| Belgrano            | 77 - 71 | Independiente (N) | Fortunato Bonelli       | 29 de febrero |
| Boca Juniors        | 94 - 84 | Peñarol           | Luis Conde              | 29 de febrero |
| Quilmes             | 83 - 66 | Obras Sanitarias  | Once Unidos             | 29 de febrero |
| Gimnasia (Comodoro) | 63 - 58 | Libertad          | Socios Fundadores       | 29 de febrero |
| El Nacional MH      | 64 - 78 | Zanella Ben Hur   | Polideportivo Municipal | 29 de febrero |
| Atenas              | 78 - 79 | Regatas (C)       | Carlos Cerutti          | 5 de marzo    |

| Quimsa              | 86 - 84 | Regatas (C)       | Estadio Ciudad          | 26 de febrero |
| Quilmes             | 66 - 87 | Peñarol           | Once Unidos             | 27 de febrero |
| Atenas              | 97 - 75 | Sionista          | Carlos Cerutti          | 2 de marzo    |
| Belgrano            | 89 - 85 | Estudiantes (BB)  | Fortunato Bonelli       | 2 de marzo    |
| Central Entrerriano | 82 - 67 | Independiente (N) | José María Bertora      | 2 de marzo    |
| Boca Juniors        | 80 - 77 | Obras Sanitarias  | Luis Conde              | 2 de marzo    |
| El Nacional MH      | 79 - 85 | Libertad          | Polideportivo Municipal | 2 de marzo    |
| Gimnasia (Comodoro) | 66 - 53 | Zanella Ben Hur   | Socios Fundadores       | 2 de marzo    |

| Sionista          | 78 - 76  | Libertad            | Moisés Flesler    | 7 de marzo |
| Regatas (C)       | 91 - 71  | Zanella Ben Hur     | José Jorge Contte | 7 de marzo |
| Peñarol           | 100 - 66 | Gimnasia (Comodoro) | Islas Malvinas    | 7 de marzo |
| Obras Sanitarias  | 80 - 91  | El Nacional MH      | Obras Sanitarias  | 7 de marzo |
| Estudiantes (BB)  | 75 - 81  | Boca Juniors        | Osvaldo Casanova  | 7 de marzo |
| Independiente (N) | 78 - 74  | Quilmes             | Ruca Che          | 7 de marzo |
| Quimsa            | 102 - 73 | Central Entrerriano | Estadio Ciudad    | 7 de marzo |
| Atenas            | 85 - 64  | Belgrano            | Carlos Cerutti    | 7 de marzo |

| Regatas (C)       | 63 - 62  | Libertad            | José Jorge Contte | 9 de marzo |
| Sionista          | 73 - 68  | Zanella Ben Hur     | Moisés Flesler    | 9 de marzo |
| Obras Sanitarias  | 76 - 78  | Gimnasia (Comodoro) | Obras Sanitarias  | 9 de marzo |
| Peñarol           | 71 - 55  | El Nacional MH      | Islas Malvinas    | 9 de marzo |
| Independiente (N) | 105 - 94 | Boca Juniors        | Ruca Che          | 9 de marzo |
| Estudiantes (BB)  | 106 - 77 | Quilmes             | Osvaldo Casanova  | 9 de marzo |
| Atenas            | 93 - 64  | Central Entrerriano | Carlos Cerutti    | 9 de marzo |
| Quimsa            | 92 - 86  | Belgrano            | Estadio Ciudad    | 9 de marzo |

| Central Entrerriano | 67 - 75   | Sionista          | José María Bertora     | 14 de marzo |
| Boca Juniors        | 100 - 85  | Quimsa            | Luis Conde             | 14 de marzo |
| Quilmes             | 90 - 69   | Atenas            | Once Unidos            | 14 de marzo |
| Gimnasia (Comodoro) | 84 - 65   | Estudiantes (BB)  | Socios Fundadores      | 14 de marzo |
| El Nacional MH      | 85 - 78   | Independiente (N) | Polideportvo Municipal | 14 de marzo |
| Libertad            | 98 - 94   | Peñarol           | El Hogar de los Tigres | 14 de marzo |
| Zanella Ben Hur     | 77 - 73   | Obras Sanitarias  | El Coliseo del Sur     | 14 de marzo |
| Belgrano            | 100 - 104 | Regatas (C)       | Fortunato Bonelli      |             |

| Belgrano            | 86 - 88 | Sionista          | Fortunato Bonelli       | 16 de marzo |
| Central Entrerriano | 88 - 62 | Regatas (C)       | José María Bertora      | 16 de marzo |
| Quilmes             | 96 - 86 | Quimsa            | Once Unidos             | 16 de marzo |
| Boca Juniors        | 70 - 56 | Atenas            | Luis Conde              | 16 de marzo |
| El Nacional MH      | 84 - 99 | Estudiantes (BB)  | Polideportivo Municipal | 16 de marzo |
| Gimnasia (Comodoro) | 96 - 87 | Independiente (N) | Socios Fundadores       | 16 de marzo |
| Zanella Ben Hur     | 91 - 85 | Peñarol           | El Coliseo del Sur      | 16 de marzo |
| Libertad            | 85 - 81 | Obras Sanitarias  | El Hogar de los Tigres  | 16 de marzo |

| Gimnasia (Comodoro) | 66 - 74  | El Nacional MH    | Socios Fundadores      | 19 de marzo |
| Libertad            | 62 - 46  | Zanella Ben Hur   | El Hogar de los Tigres | 21 de marzo |
| Boca Juniors        | 87 - 79  | Quilmes           | Luis Conde             | 21 de marzo |
| Central Entrerriano | 71 - 72  | Belgrano          | José María Bertora     | 21 de marzo |
| Quimsa              | 102 - 96 | Atenas            | Estadio Ciudad         | 21 de marzo |
| Estudiantes (BB)    | 84 - 81  | Independiente (N) | Osvaldo Casanova       | 21 de marzo |
| Peñarol             | 91 - 83  | Obras Sanitarias  | Islas Malvinas         | 21 de marzo |
| Sionista            | 73 - 88  | Regatas (C)       | Moisés Flesler         | 21 de marzo |

| Zanella Ben Hur   | 69 - 63  | Libertad            | El Coliseo del Sur      | 23 de marzo |
| El Nacional MH    | 65 - 67  | Gimnasia (CR)       | Polideportivo Municipal | 23 de marzo |
| Quilmes           | 88 - 89  | Boca Juniors        | Once Unidos             | 23 de marzo |
| Belgrano          | 94 - 84  | Central Entrerriano | Fortunato Bonelli       | 23 de marzo |
| Atenas            | 85 - 70  | Quimsa              | Carlos Cerutti          | 23 de marzo |
| Independiente (N) | 101 - 99 | Estudiantes (BB)    | La Caldera              | 23 de marzo |
| Obras Sanitarias  | 87 - 85  | Peñarol             | Obras Sanitarias        | 23 de marzo |
| Regatas (C)       | 72 - 74  | Sionista            | José Jorge Contte       | 23 de marzo |

## Tercera fase, play-offs
|  | Reclasificación | Reclasificación           | Reclasificación    |                           |   | Cuartos de final | Cuartos de final | Cuartos de final |  |     | Semifinales | Semifinales | Semifinales |  |     | Final    | Final | Final |  |
|  |                 |                           |                    |                           |   |                  |                  |                  |  |     |             |             |             |  |     |          |       |       |  |
|  |                 |                           |                    |                           |   |                  |                  |                  |  |     |             |             |             |  |     |          |       |       |  |
|  |                 |                           |                    |                           |   |                  |                  |                  |  |     |             |             |             |  |     |          |       |       |  |
|  |                 |                           |                    |                           |   |                  |                  |                  |  |     |             |             |             |  |     |          |       |       |  |
|  |                 |                           |                    |                           |   |                  |                  |                  |  |     |             |             |             |  |     |          |       |       |  |
|  |                 | 1.°                       | Libertad           | 3                         |   |                  |                  |                  |  |     |             |             |             |  |     |          |       |       |  |
|  |                 |                           |                    | 3                         |   |                  |                  |                  |  |     |             |             |             |  |     |          |       |       |  |
|  |                 |                           | 11.°               | Quilmes                   | 1 |                  |                  |                  |  |     |             |             |             |  |     |          |       |       |  |
|  | 6.°             | Atenas                    | 11.°               | Quilmes                   | 1 | 1                |                  |                  |  |     |             |             |             |  |     |          |       |       |  |
|  | 6.°             | Atenas                    |                    |                           |   |                  |                  |                  |  |     |             |             |             |  |     |          |       |       |  |
|  | 11.°            | Quilmes                   | 3                  |                           |   |                  |                  |                  |  |     |             |             |             |  |     |          |       |       |  |
|  | 11.°            | Quilmes                   | 3                  |                           |   |                  |                  |                  |  | 1.° | Libertad    | 3           |             |  |     |          |       |       |  |
|  |                 |                           |                    |                           |   |                  |                  |                  |  | 1.° | Libertad    | 3           |             |  |     |          |       |       |  |
|  |                 |                           | 4.°                | Peñarol                   | 0 |                  |                  |                  |  |     |             |             |             |  |     |          |       |       |  |
|  |                 |                           | 4.°                | Peñarol                   | 0 |                  |                  |                  |  |     |             |             |             |  |     |          |       |       |  |
|  |                 |                           |                    |                           |   |                  |                  |                  |  |     |             |             |             |  |     |          |       |       |  |
|  |                 |                           |                    |                           |   |                  |                  |                  |  |     |             |             |             |  |     |          |       |       |  |
|  |                 | 4.°                       | Peñarol            | 3                         |   |                  |                  |                  |  |     |             |             |             |  |     |          |       |       |  |
|  |                 |                           |                    | 3                         |   |                  |                  |                  |  |     |             |             |             |  |     |          |       |       |  |
|  |                 |                           | 5.°                | El Nacional Monte Hermoso | 0 |                  |                  |                  |  |     |             |             |             |  |     |          |       |       |  |
|  | 5.°             | El Nacional Monte Hermoso | 5.°                | El Nacional Monte Hermoso | 0 | 3                |                  |                  |  |     |             |             |             |  |     |          |       |       |  |
|  | 5.°             | El Nacional Monte Hermoso |                    |                           |   |                  |                  |                  |  |     |             |             |             |  |     |          |       |       |  |
|  | 12.°            | Zanella Ben Hur           | 1                  |                           |   |                  |                  |                  |  |     |             |             |             |  |     |          |       |       |  |
|  | 12.°            | Zanella Ben Hur           | 1                  |                           |   |                  |                  |                  |  |     |             |             |             |  | 1.° | Libertad | 4     |       |  |
|  |                 |                           |                    |                           |   |                  |                  |                  |  |     |             |             |             |  | 1.° | Libertad | 4     |       |  |
|  |                 |                           | 7.°                | Quimsa                    | 0 |                  |                  |                  |  |     |             |             |             |  |     |          |       |       |  |
|  |                 |                           | 7.°                | Quimsa                    | 0 |                  |                  |                  |  |     |             |             |             |  |     |          |       |       |  |
|  |                 |                           |                    |                           |   |                  |                  |                  |  |     |             |             |             |  |     |          |       |       |  |
|  |                 |                           |                    |                           |   |                  |                  |                  |  |     |             |             |             |  |     |          |       |       |  |
|  |                 | 2.°                       | Boca Juniors       | 1                         |   |                  |                  |                  |  |     |             |             |             |  |     |          |       |       |  |
|  |                 |                           |                    | 1                         |   |                  |                  |                  |  |     |             |             |             |  |     |          |       |       |  |
|  |                 |                           | 8.°                | Obras Sanitarias          | 3 |                  |                  |                  |  |     |             |             |             |  |     |          |       |       |  |
|  | 8.°             | Obras Sanitarias          | 8.°                | Obras Sanitarias          | 3 | 3                |                  |                  |  |     |             |             |             |  |     |          |       |       |  |
|  | 8.°             | Obras Sanitarias          |                    |                           |   |                  |                  |                  |  |     |             |             |             |  |     |          |       |       |  |
|  | 9.°             | Sionista                  | 2                  |                           |   |                  |                  |                  |  |     |             |             |             |  |     |          |       |       |  |
|  | 9.°             | Sionista                  | 2                  |                           |   |                  |                  |                  |  | 7.° | Quimsa      | 3           |             |  |     |          |       |       |  |
|  |                 |                           |                    |                           |   |                  |                  |                  |  | 7.° | Quimsa      | 3           |             |  |     |          |       |       |  |
|  |                 |                           | 8.°                | Obras Sanitarias          | 0 |                  |                  |                  |  |     |             |             |             |  |     |          |       |       |  |
|  |                 |                           | 8.°                | Obras Sanitarias          | 0 |                  |                  |                  |  |     |             |             |             |  |     |          |       |       |  |
|  |                 |                           |                    |                           |   |                  |                  |                  |  |     |             |             |             |  |     |          |       |       |  |
|  |                 |                           |                    |                           |   |                  |                  |                  |  |     |             |             |             |  |     |          |       |       |  |
|  |                 | 3.°                       | Regatas Corrientes | 1                         |   |                  |                  |                  |  |     |             |             |             |  |     |          |       |       |  |
|  |                 |                           |                    | 1                         |   |                  |                  |                  |  |     |             |             |             |  |     |          |       |       |  |
|  |                 |                           | 7.°                | Quimsa                    | 3 |                  |                  |                  |  |     |             |             |             |  |     |          |       |       |  |
|  | 7.°             | Quimsa                    | 7.°                | Quimsa                    | 3 | 3                |                  |                  |  |     |             |             |             |  |     |          |       |       |  |
|  | 7.°             | Quimsa                    |                    |                           |   |                  |                  |                  |  |     |             |             |             |  |     |          |       |       |  |
|  | 10.°            | Gimnasia (CR)             | 1                  |                           |   |                  |                  |                  |  |     |             |             |             |  |     |          |       |       |  |
|  | 10.°            | Gimnasia (CR)             | 1                  |                           |   |                  |                  |                  |  |     |             |             |             |  |     |          |       |       |  |
|  |                 |                           |                    |                           |   |                  |                  |                  |  |     |             |             |             |  |     |          |       |       |  |

El resultado que figura en cada serie es la suma de los partidos ganados por cada equipo.
El equipo que figura primero en cada llave es el que obtuvo la ventaja de localías.

### Reclasificación
El Nacional Monte Hermoso - Zanella Ben Hur
| 26 de marzo  | El Nacional MH | 76–63 | Zanella BH | Monte Hermoso                     |  |  |
|              |                |       |            |                                   |  |  |
|              |                |       |            | Pabellón: Polideportivo Municipal |  |  |
| Serie: 1 - 0 |                |       |            |                                   |  |  |
|              |                |       |            |                                   |  |  |

| 28 de marzo  | El Nacional MH | 77–73 | Zanella BH | Monte Hermoso                     |  |  |
|              |                |       |            |                                   |  |  |
|              |                |       |            | Pabellón: Polideportivo Municipal |  |  |
| Serie: 2 - 0 |                |       |            |                                   |  |  |
|              |                |       |            |                                   |  |  |

| 1 de abril   | Zanella BH | 81–76 | El Nacional MH | Rafaela                      |  |  |
|              |            |       |                |                              |  |  |
|              |            |       |                | Pabellón: El Coliseo del Sur |  |  |
| Serie: 1 - 2 |            |       |                |                              |  |  |
|              |            |       |                |                              |  |  |

| 3 de abril   | Zanella BH | 73–79 | El Nacional MH | Rafaela                      |  |  |
|              |            |       |                |                              |  |  |
|              |            |       |                | Pabellón: El Coliseo del Sur |  |  |
| Serie: 1 - 3 |            |       |                |                              |  |  |
|              |            |       |                |                              |  |  |

Atenas - Quilmes
| 26 de marzo  | Atenas | 70–81 | Quilmes | Córdoba                                |  |  |
|              |        |       |         |                                        |  |  |
|              |        |       |         | Pabellón: Polideportivo Carlos Cerutti |  |  |
| Serie: 0 - 1 |        |       |         |                                        |  |  |
|              |        |       |         |                                        |  |  |

| 28 de marzo  | Atenas | 91–87 | Quilmes | Córdoba                                |  |  |
|              |        |       |         |                                        |  |  |
|              |        |       |         | Pabellón: Polideportivo Carlos Cerutti |  |  |
| Serie: 1 - 1 |        |       |         |                                        |  |  |
|              |        |       |         |                                        |  |  |

| 2 de abril   | Quilmes | 79–72 | Atenas | Mar del Plata                 |  |  |
|              |         |       |        |                               |  |  |
|              |         |       |        | Pabellón: Estadio Once Unidos |  |  |
| Serie: 2 - 1 |         |       |        |                               |  |  |
|              |         |       |        |                               |  |  |

| 5 de abril   | Quilmes | 78–76 | Atenas | Mar del Plata                 |  |  |
|              |         |       |        |                               |  |  |
|              |         |       |        | Pabellón: Estadio Once Unidos |  |  |
| Serie: 3 - 1 |         |       |        |                               |  |  |
|              |         |       |        |                               |  |  |

Quimsa - Gimnasia (Comodoro Rivadavia)
| 26 de marzo  | Quimsa | 90–81 | Gimnasia (CR) | Santiago del Estero      |  |  |
|              |        |       |               |                          |  |  |
|              |        |       |               | Pabellón: Estadio Ciudad |  |  |
| Serie: 1 - 0 |        |       |               |                          |  |  |
|              |        |       |               |                          |  |  |

| 28 de marzo  | Quimsa | 89–80 | Gimnasia (CR) | Santiago del Estero      |  |  |
|              |        |       |               |                          |  |  |
|              |        |       |               | Pabellón: Estadio Ciudad |  |  |
| Serie: 2 - 0 |        |       |               |                          |  |  |
|              |        |       |               |                          |  |  |

| 1 de abril   | Gimnasia (CR) | 72–68 | Quimsa | Comodoro Rivadavia                  |  |  |
|              |               |       |        |                                     |  |  |
|              |               |       |        | Pabellón: Estadio Socios Fundadores |  |  |
| Serie: 1 - 2 |               |       |        |                                     |  |  |
|              |               |       |        |                                     |  |  |

| 3 de abril   | Gimnasia (CR) | 84–92 | Quimsa | Comodoro Rivadavia                  |  |  |
|              |               |       |        |                                     |  |  |
|              |               |       |        | Pabellón: Estadio Socios Fundadores |  |  |
| Serie: 1 - 3 |               |       |        |                                     |  |  |
|              |               |       |        |                                     |  |  |

Obras Sanitarias - Sionista
| 26 de marzo  | Obras Sanitarias | 71–83 | Sionista | Buenos Aires                       |  |  |
|              |                  |       |          |                                    |  |  |
|              |                  |       |          | Pabellón: Estadio Obras Sanitarias |  |  |
| Serie: 0 - 1 |                  |       |          |                                    |  |  |
|              |                  |       |          |                                    |  |  |

| 28 de marzo  | Obras Sanitarias | 77–83 | Sionista | Buenos Aires                       |  |  |
|              |                  |       |          |                                    |  |  |
|              |                  |       |          | Pabellón: Estadio Obras Sanitarias |  |  |
| Serie: 0 - 2 |                  |       |          |                                    |  |  |
|              |                  |       |          |                                    |  |  |

| 1 de abril   | Sionista | 67–73 | Obras Sanitarias | Paraná                           |  |  |
|              |          |       |                  |                                  |  |  |
|              |          |       |                  | Pabellón: Estadio Moisés Flesler |  |  |
| Serie: 2 - 1 |          |       |                  |                                  |  |  |
|              |          |       |                  |                                  |  |  |

| 3 de abril   | Sionista | 65–66 | Obras Sanitarias | Paraná                           |  |  |
|              |          |       |                  |                                  |  |  |
|              |          |       |                  | Pabellón: Estadio Moisés Flesler |  |  |
| Serie: 2 - 2 |          |       |                  |                                  |  |  |
|              |          |       |                  |                                  |  |  |

| 6 de abril   | Obras Sanitarias | 67–64 | Sionista | Buenos Aires                       |  |  |
|              |                  |       |          |                                    |  |  |
|              |                  |       |          | Pabellón: Estadio Obras Sanitarias |  |  |
| Serie: 3 - 2 |                  |       |          |                                    |  |  |
|              |                  |       |          |                                    |  |  |

### Cuartos de final
Libertad - Quilmes
| 11 de abril  | Libertad | 91–89 | Quilmes | Sunchales                        |  |  |
|              |          |       |         |                                  |  |  |
|              |          |       |         | Pabellón: El Hogar de los Tigres |  |  |
| Serie: 1 - 0 |          |       |         |                                  |  |  |
|              |          |       |         |                                  |  |  |

| 13 de abril  | Libertad | 81–65 | Quilmes | Sunchales                        |  |  |
|              |          |       |         |                                  |  |  |
|              |          |       |         | Pabellón: El Hogar de los Tigres |  |  |
| Serie: 2 - 0 |          |       |         |                                  |  |  |
|              |          |       |         |                                  |  |  |

| 16 de abril  | Quilmes | 90–83 | Libertad | Mar del Plata                 |  |  |
|              |         |       |          |                               |  |  |
|              |         |       |          | Pabellón: Estadio Once Unidos |  |  |
| Serie: 1 - 2 |         |       |          |                               |  |  |
|              |         |       |          |                               |  |  |

| 18 de abril  | Quilmes | 70–88 | Libertad | Mar del Plata                 |  |  |
|              |         |       |          |                               |  |  |
|              |         |       |          | Pabellón: Estadio Once Unidos |  |  |
| Serie: 1 - 3 |         |       |          |                               |  |  |
|              |         |       |          |                               |  |  |

Peñarol - El Nacional Monte Hermoso
| 9 de abril   | Peñarol | 80–61 | El Nacional MH | Mar del Plata                          |  |  |
|              |         |       |                |                                        |  |  |
|              |         |       |                | Pabellón: Polideportivo Islas Malvinas |  |  |
| Serie: 1 - 0 |         |       |                |                                        |  |  |
|              |         |       |                |                                        |  |  |

| 11 de abril  | Peñarol | 82–73 | El Nacional MH | Mar del Plata                          |  |  |
|              |         |       |                |                                        |  |  |
|              |         |       |                | Pabellón: Polideportivo Islas Malvinas |  |  |
| Serie: 2 - 0 |         |       |                |                                        |  |  |
|              |         |       |                |                                        |  |  |

| 18 de abril  | El Nacional MH | 77–97 | Peñarol | Monte Hermoso                     |  |  |
|              |                |       |         |                                   |  |  |
|              |                |       |         | Pabellón: Polideportivo Municipal |  |  |
| Serie: 0 - 3 |                |       |         |                                   |  |  |
|              |                |       |         |                                   |  |  |

Regatas Corrientes - Quimsa
| 11 de abril  | Regatas Corrientes | 81–65 | Quimsa | Corrientes                          |  |  |
|              |                    |       |        |                                     |  |  |
|              |                    |       |        | Pabellón: Estadio José Jorge Contte |  |  |
| Serie: 1 - 0 |                    |       |        |                                     |  |  |
|              |                    |       |        |                                     |  |  |

| 13 de abril  | Regatas Corrientes | 78–89 | Quimsa | Corrientes                          |  |  |
|              |                    |       |        |                                     |  |  |
|              |                    |       |        | Pabellón: Estadio José Jorge Contte |  |  |
| Serie: 1 - 1 |                    |       |        |                                     |  |  |
|              |                    |       |        |                                     |  |  |

| 19 de abril  | Quimsa | 100–83 | Regatas Corrientes | Santiago del Estero      |  |  |
|              |        |        |                    |                          |  |  |
|              |        |        |                    | Pabellón: Estadio Ciudad |  |  |
| Serie: 2 - 1 |        |        |                    |                          |  |  |
|              |        |        |                    |                          |  |  |

| 26 de abril  | Quimsa | 84–80 | Regatas Corrientes | Santiago del Estero      |  |  |
|              |        |       |                    |                          |  |  |
|              |        |       |                    | Pabellón: Estadio Ciudad |  |  |
| Serie: 3 - 1 |        |       |                    |                          |  |  |
|              |        |       |                    |                          |  |  |

Boca Juniors - Obras Sanitarias
| 11 de abril  | Boca Juniors | 74–78 | Obras Sanitarias | Buenos Aires                      |  |  |
|              |              |       |                  |                                   |  |  |
|              |              |       |                  | Pabellón: Microestadio Luis Conde |  |  |
| Serie: 0 - 1 |              |       |                  |                                   |  |  |
|              |              |       |                  |                                   |  |  |

| 13 de abril  | Boca Juniors | 83–62 | Obras Sanitarias | Buenos Aires                      |  |  |
|              |              |       |                  |                                   |  |  |
|              |              |       |                  | Pabellón: Microestadio Luis Conde |  |  |
| Serie: 1 - 1 |              |       |                  |                                   |  |  |
|              |              |       |                  |                                   |  |  |

| 18 de abril  | Obras Sanitarias | 89–75 | Boca Juniors | Buenos Aires                       |  |  |
|              |                  |       |              |                                    |  |  |
|              |                  |       |              | Pabellón: Estadio Obras Sanitarias |  |  |
| Serie: 2 - 1 |                  |       |              |                                    |  |  |
|              |                  |       |              |                                    |  |  |

| 20 de abril  | Obras Sanitarias | 85–82 | Boca Juniors | Buenos Aires                       |  |  |
|              |                  |       |              |                                    |  |  |
|              |                  |       |              | Pabellón: Estadio Obras Sanitarias |  |  |
| Serie: 3 - 1 |                  |       |              |                                    |  |  |
|              |                  |       |              |                                    |  |  |

### Semifinales
Libertad - Peñarol
| 28 de abril  | Libertad | 93–84 | Peñarol | Sunchales                        |  |  |
|              |          |       |         |                                  |  |  |
|              |          |       |         | Pabellón: El Hogar de los Tigres |  |  |
| Serie: 1 - 0 |          |       |         |                                  |  |  |
|              |          |       |         |                                  |  |  |

| 30 de abril  | Libertad | 102–79 | Peñarol | Sunchales                        |  |  |
|              |          |        |         |                                  |  |  |
|              |          |        |         | Pabellón: El Hogar de los Tigres |  |  |
| Serie: 2 - 0 |          |        |         |                                  |  |  |
|              |          |        |         |                                  |  |  |

| 5 de mayo    | Peñarol | 83–90 | Libertad | Mar del Plata                          |  |  |
|              |         |       |          |                                        |  |  |
|              |         |       |          | Pabellón: Polideportivo Islas Malvinas |  |  |
| Serie: 0 - 3 |         |       |          |                                        |  |  |
|              |         |       |          |                                        |  |  |

Quimsa - Obras Sanitarias
| 29 de abril  | Quimsa | 90–86 | Obras Sanitarias | Santiago del Estero      |  |  |
|              |        |       |                  |                          |  |  |
|              |        |       |                  | Pabellón: Estadio Ciudad |  |  |
| Serie: 1 - 0 |        |       |                  |                          |  |  |
|              |        |       |                  |                          |  |  |

| 1 de mayo    | Quimsa | 96–93 | Obras Sanitarias | Santiago del Estero      |  |  |
|              |        |       |                  |                          |  |  |
|              |        |       |                  | Pabellón: Estadio Ciudad |  |  |
| Serie: 2 - 0 |        |       |                  |                          |  |  |
|              |        |       |                  |                          |  |  |

| 6 de mayo    | Obras Sanitarias | 83–96 | Quimsa | Buenos Aires                       |  |  |
|              |                  |       |        |                                    |  |  |
|              |                  |       |        | Pabellón: Estadio Obras Sanitarias |  |  |
| Serie: 0 - 3 |                  |       |        |                                    |  |  |
|              |                  |       |        |                                    |  |  |

### Final
Libertad - Quimsa
| 14 de mayo   | Libertad                                      | 84–75 | Quimsa                                         | Sunchales                                                                                    |  |  |
|              | Parciales: 20-19, 22-14, 24-21, 18-21         |       |                                                |                                                                                              |  |  |
|              | Estadísticas Laron Profit 28 Robert Battle 17 | Pts   | Estadísticas 26 Cleotis Brown 19 Julio Mázzaro | Pabellón: El Hogar de los Tigres Árbitros: Pablo Estévez, Daniel Rodrigo, Fernando Sampietro |  |  |
| Serie: 1 - 0 |                                               |       |                                                |                                                                                              |  |  |
|              |                                               |       |                                                |                                                                                              |  |  |

| 16 de mayo   | Libertad                                      | 77–65 | Quimsa                                            | Sunchales                                                                                     |  |  |
|              | Parciales: 20-24, 26-12, 21-15, 10-14         |       |                                                   |                                                                                               |  |  |
|              | Estadísticas Robert Battle 18 Laron Profit 16 | Pts   | Estadísticas 14 Cleotis Brown 11 William McFarlan | Pabellón: El Hogar de los Tigres Árbitros: Alejandro Chitti, Diego Rougier, Alejandro Ramallo |  |  |
| Serie: 2 - 0 |                                               |       |                                                   |                                                                                               |  |  |
|              |                                               |       |                                                   |                                                                                               |  |  |

| 19 de mayo   | Quimsa                                         | 77–84 | Libertad                                           | Santiago del Estero                                                                 |  |  |
|              | Parciales: 15-24, 17-16, 25-19, 20-25          |       |                                                    |                                                                                     |  |  |
|              | Estadísticas Cleotis Brown 23 Julio Mázzaro 21 | Pts   | Estadísticas 27 Laron Profit 17 Sebastián Ginóbili | Pabellón: Estadio Ciudad Árbitros: Pablo Estévez, Fernando Sampietro, Roberto Smith |  |  |
| Serie: 0 - 3 |                                                |       |                                                    |                                                                                     |  |  |
|              |                                                |       |                                                    |                                                                                     |  |  |

| 21 de mayo   | Quimsa                                         | 81–92 | Libertad                                           | Santiago del Estero                                                                |  |  |
|              | Parciales: 18-25, 22-21, 17-19, 24-17          |       |                                                    |                                                                                    |  |  |
|              | Estadísticas Julio Mázzaro 20 Cleotis Brown 19 | Pts   | Estadísticas 31 Laron Profit 16 Sebastián Ginóbili | Pabellón: Estadio Ciudad Árbitros: Alejandro Chitti, Daniel Rodrigo, Diego Rougier |  |  |
| Serie: 0 - 4 |                                                |       |                                                    |                                                                                    |  |  |
|              |                                                |       |                                                    |                                                                                    |  |  |

## Plantel campeón
| No | Pos       | Jugador                |
| -- | --------- | ---------------------- |
| 3  | Alero     | Laron Profit           |
| 4  | Pívot     | Emilio Domínguez       |
| 5  | Alero     | Fernando Manattini     |
| 6  | Base      | Joaquín Giordana       |
| 7  | Escolta   | Pablo Moldú            |
| 8  | Ala Pívot | Jorge Benítez          |
| 8  | Base      | Juan Pablo Sartorelli  |
| 10 | Ala Pívot | Andrés Ricardo Pelussi |
| 12 | Ala Pívot | Andrés Landoni         |
| 12 | Escolta   | Marcos Saglietti       |
| 13 | Alero     | Mariano Cerutti        |
| 20 | Base      | Sebastián Ginóbili     |
| 23 | Pívot     | Robert Clark Battle    |
| 23 | Base      | Martín Müller          |

Director Técnico:  Julio Cesar Lamas